# Olympische Sommerspiele 1968/Leichtathletik – 400 m Hürden (Männer)

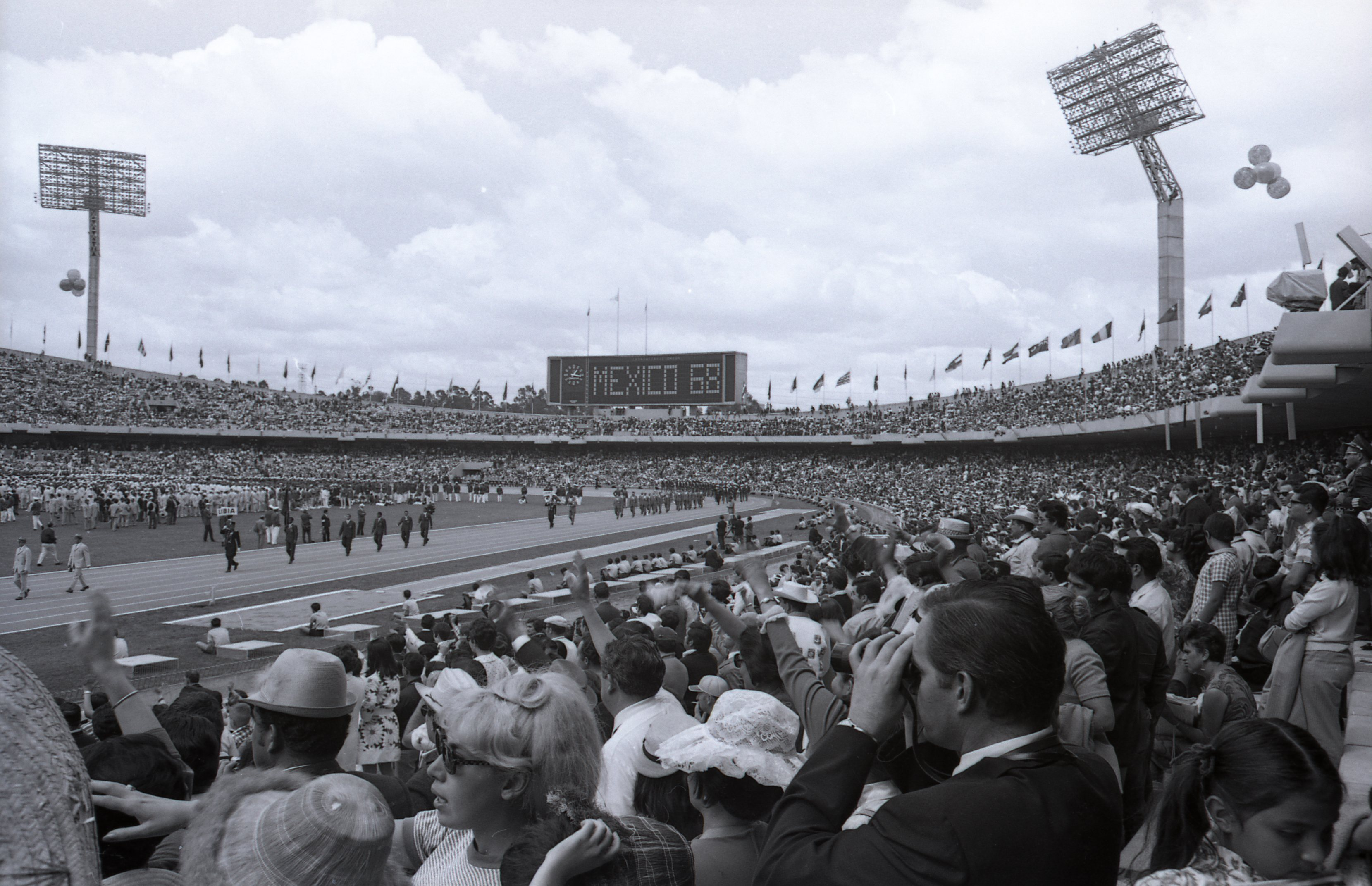
Das Olympiastadion während der Eröffnungsfeier 1968

Der 400-Meter-Hürdenlauf der Männer bei den Olympischen Spielen 1968 in Mexiko-Stadt wurde vom 13. bis zum 15. Oktober 1968 im Estadio Olímpico Universitario ausgetragen. Dreißig Athleten nahmen teil.
Olympiasieger wurde der Brite David Hemery. Er gewann in neuer Weltrekordzeit vor Gerhard Hennige aus der Bundesrepublik Deutschland und John Sherwood, ebenfalls aus Großbritannien.
Läufer aus der DDR – offiziell Ostdeutschland, der Schweiz, Österreich und Liechtenstein nahmen nicht teil.

Neben Silbermedaillist Hennige trat für die BR Deutschland – offiziell Deutschland – auch Rainer Schubert an. Er qualifizierte sich ebenfalls für das Finale und wurde Siebter.

## Rekorde

### Bestehende Rekorde
| Weltrekord         | 48,8 s | Geoff Vanderstock ( USA) | Echo Summit, USA       | 11. September 1968 |
| Olympischer Rekord | 49,3 s | Glenn Davis ( USA)       | Finale OS Rom, Italien | 2. September 1960  |

### Rekordverbesserungen
Der bestehende olympische Rekord sowie der Weltrekord wurden je einmal verbessert:
- Olympischer Rekord: 49,0 s – Ron Whitney (USA), dritter Vorlauf am 13. Oktober
- Weltrekord: 48,1 s – David Hemery (Großbritannien), Finale am 15. Oktober

## Durchführung des Wettbewerbs
Dreißig Athleten traten am 13. Oktober zu insgesamt vier Vorläufen an. Die jeweils vier Laufbesten – hellblau unterlegt – kamen ins Halbfinale, das am 14. Oktober stattfand. Hier qualifizierten sich die jeweils ersten vier Läufer – wiederum hellblau unterlegt – für das Finale am 15. Oktober.

## Zeitplan
13. Oktober, 15:00 Uhr: Vorläufe

14. Oktober, 15:00 Uhr: Halbfinale

15. Oktober, 17:35 Uhr: Finale
Anmerkung: Alle Zeiten sind in Ortszeit Mexiko-Stadt (UTC −6) angegeben.

## Vorrunde
Datum: 13. Oktober 1968, ab 15:00 Uhr

### Vorlauf 1
Mohamed Asswai Khalifa war der erste Sportler aus Libyen, der an Olympischen Spielen teilnahm.
| Platz | Name                     | Nation         | Offizielle Zeit handgestoppt | Inoffizielle Zeit elektronisch |
| ----- | ------------------------ | -------------- | ---------------------------- | ------------------------------ |
| 1     | Gerhard Hennige          | BR Deutschland | 49,5 s                       | 49,57 s                        |
| 2     | Geoff Vanderstock        | USA            | 50,6 s                       | 50,62 s                        |
| 3     | Wjatscheslaw Skomorochow | Sowjetunion    | 50,7 s                       | 50,72 s                        |
| 4     | Víctor Maldonado Flores  | Venezuela      | 51,4 s                       | 51,46 s                        |
| 5     | Kiyoo Yui                | Japan          | 51,5 s                       | 51,56 s                        |
| 6     | Bob McLaren              | Kanada         | 51,8 s                       | 51,84 s                        |
| 7     | Miguel Olivera           | Kuba           | 51,9 s                       | 51,98 s                        |
| 8     | Mohamed Asswai Khalifa   | Libyen         | 54,3 s                       | 54,34 s                        |

### Vorlauf 2
| Platz | Name               | Nation         | Offizielle Zeit handgestoppt | Inoffizielle Zeit elektronisch |
| ----- | ------------------ | -------------- | ---------------------------- | ------------------------------ |
| 1     | Juan Carlos Dyrzka | Argentinien    | 49,8 s                       | 49,82 s                        |
| 2     | Roger Johnson      | Neuseeland     | 51,3 s                       | 51,39 s                        |
| 3     | John Cooper        | Großbritannien | 51,4 s                       | 51,43 s                        |
| 4     | Mamadou Sarr       | Senegal        | 51,5 s                       | 51,58 s                        |
| 5     | Wes Brooker        | Kanada         | 51,5 s                       | 51,68 s                        |
| 6     | William Quaye      | Ghana          | 51,6 s                       | 51,54 s                        |

### Vorlauf 3
| Platz | Name                  | Nation         | Offizielle Zeit handgestoppt | Inoffizielle Zeit elektronisch |
| ----- | --------------------- | -------------- | ---------------------------- | ------------------------------ |
| 1     | Ron Whitney           | USA            | 49,0 s OR                    | 49,06 s                        |
| 2     | Rainer Schubert       | BR Deutschland | 49,1 s000                    | 49,15 s                        |
| 3     | Gary Knoke            | Australien     | 49,8 s000                    | 49,88 s                        |
| 4     | John Sherwood         | Großbritannien | 50,2 s000                    | 50,31 s                        |
| 5     | Wilhelm Weistand      | Polen          | 50,7 s000                    | 50,71 s                        |
| 6     | Wilfried Geeroms      | Belgien        | 51,2 s000                    | 51,27 s                        |
| 7     | Juan Santiago Gordón  | Chile          | 52,4 s000                    | 52,43 s                        |
| 8     | Zambrose Abdul Rahman | Malaysia       | 53,2 s000                    | 53,23 s                        |

### Vorlauf 4
| Platz | Name                      | Nation         | Offizielle Zeit handgestoppt | Inoffizielle Zeit elektronisch |
| ----- | ------------------------- | -------------- | ---------------------------- | ------------------------------ |
| 1     | Roberto Frinolli          | Italien        | 49,9 s                       | 49,95 s                        |
| 2     | David Hemery              | Großbritannien | 50,3 s                       | 50,33 s                        |
| 3     | Robert Poirier            | Frankreich     | 50,5 s                       | 50,51 s                        |
| 4     | Jaakko Tuominen           | Finnland       | 50,6 s                       | 50,63 s                        |
| 5     | Kimaru Songok             | Kenia          | 50,6 s                       | 50,66 s                        |
| 6     | Alejandro Sánchez         | Mexiko         | 51,6 s                       | 51,62 s                        |
| 7     | Juan Manuel García Dumois | Kuba           | 51,8 s                       | 51,87 s                        |
| 8     | Georgios Birmbilis        | Griechenland   | 52,6 s                       | 52,62 s                        |

## Halbfinale
Datum: 14. Oktober 1968, ab 15:00 Uhr

### Lauf 1
| Platz | Name                    | Nation         | Offizielle Zeit handgestoppt | Inoffizielle Zeit elektronisch |
| ----- | ----------------------- | -------------- | ---------------------------- | ------------------------------ |
| 1     | Roberto Frinolli        | Italien        | 49,2 s                       | 49,14 s                        |
| 2     | Geoff Vanderstock       | USA            | 49,2 s                       | 49,22 s                        |
| 3     | John Sherwood           | Großbritannien | 49,3 s                       | 49,37 s                        |
| 4     | Rainer Schubert         | BR Deutschland | 49,3 s                       | 49,38 s                        |
| 5     | Juan Carlos Dyrzka      | Argentinien    | 49,8 s                       | 49,86 s                        |
| 6     | Jaakko Tuominen         | Finnland       | 50,8 s                       | 50,82 s                        |
| 7     | John Cooper             | Großbritannien | 50,8 s                       | 50,82 s                        |
| 8     | Víctor Maldonado Flores | Venezuela      | 52,2 s                       | 52,29 s                        |

### Lauf 2

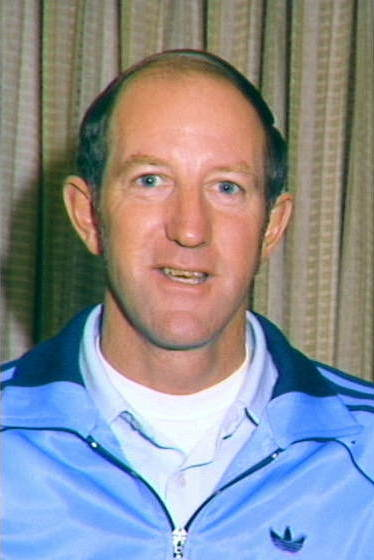
Gary Knoke – ausgeschieden als Fünfter des zweiten Halbfinals

| Platz | Name                     | Nation         | Offizielle Zeit handgestoppt | Inoffizielle Zeit elektronisch |
| ----- | ------------------------ | -------------- | ---------------------------- | ------------------------------ |
| 1     | Gerhard Hennige          | BR Deutschland | 49,1 s                       | 49,16 s                        |
| 2     | Ron Whitney              | USA            | 49,2 s                       | 49,29 s                        |
| 3     | David Hemery             | Großbritannien | 49,3 s                       | 49,37 s                        |
| 4     | Wjatscheslaw Skomorochow | Sowjetunion    | 49,6 s                       | 49,61 s                        |
| 5     | Gary Knoke               | Australien     | 49,6 s                       | 49,61 s                        |
| 6     | Robert Poirier           | Frankreich     | 51,2 s                       | 51,23 s                        |
| 7     | Roger Johnson            | Neuseeland     | 51,8 s                       | 51,87 s                        |
| 8     | Mamadou Sarr             | Senegal        | 52,1 s                       | 52,20 s                        |

## Finale
Datum: 15. Oktober 1968, 17:35 Uhr
| Platz | Name                     | Nation         | Offizielle Zeit handgestoppt | Inoffizielle Zeit elektronisch |
| ----- | ------------------------ | -------------- | ---------------------------- | ------------------------------ |
| 1     | David Hemery             | Großbritannien | 48,1 s WR                    | 48,12 s                        |
| 2     | Gerhard Hennige          | BR Deutschland | 49,0 s000                    | 49,02 s                        |
| 3     | John Sherwood            | Großbritannien | 49,0 s000                    | 49,03 s                        |
| 4     | Geoff Vanderstock        | USA            | 49,0 s000                    | 49,07 s                        |
| 5     | Wjatscheslaw Skomorochow | Sowjetunion    | 49,1 s000                    | 49,12 s                        |
| 6     | Ron Whitney              | USA            | 49,2 s000                    | 49,27 s                        |
| 7     | Rainer Schubert          | BR Deutschland | 49,2 s000                    | 49,30 s                        |
| 8     | Roberto Frinolli         | Italien        | 50,1 s000                    | 50,13 s                        |

Die US-Läufer Geoff Vanderstock und Ronald Whitney hatten mit ihren Zeiten bei den US-Olympiaausscheidungen neue Maßstäbe gesetzt und galten als eindeutige Favoriten. Aber schon die Vorläufe und Halbfinals hier in Mexiko-Stadt zeigten, dass auch mit anderen Athleten zu rechnen war. Vanderstock wurde im Vorlauf vom bundesdeutschen Läufer Gerhard Hennige und im Halbfinale vom Italiener Roberto Frinolli, der dabei mit 49,1 s den Europarekord einstellte, besiegt. Whitney verbesserte im Vorlauf den olympischen Rekord auf 49,0 s, wurde aber im zweiten Halbfinale von Hennige besiegt, der Frinollis Europarekord aus der ersten Vorentscheidung einstellte. Der zweite bundesdeutsche Läufer Rainer Schubert war im Vorlauf als Zweiter hinter Whitney die Europarekordzeit von 49,1 s gelaufen. Die beiden Briten John Sherwood und David Hemery zeigten mit 49,3 s in den Halbfinals, dass auch sie zu den Medaillenkandidaten zu zählen waren.
Im Finale übernahm Frinolli früh die Führung, an der fünften Hürde lag er zusammen mit Hemery und dem Sowjetläufer Wjatscheslaw Skomorochow vorne. David Hemery zog nun das Tempo an und erarbeitete sich vor allem zwischen der neunten und zehnten Hürde einen Vorsprung von fast einer Sekunde vor allen anderen Finalteilnehmern. Er wurde Olympiasieger und pulverisierte mit 48,1 s Vanderstocks Weltrekord um sieben Zehntelsekunden. Zu Beginn der Zielgeraden war hinter dem klar führenden Briten nichts entschieden, Gerhard Hennige, hier noch an letzter Position, kämpfte sich noch bis auf Platz zwei vor und gewann die Silbermedaille. Mit 49,0 s egalisierte er noch einmal seinen deutschen Rekord. Hemerys Teamkamerad John Sherwood gewann zeitgleich mit Hennige die Bronzemedaille. Für Weltrekordler Vanderstock blieb zeitgleich mit Hennige und Sherwood nur Platz vier. Im Abstand von nur jeweils einer weiteren Zehntelsekunde oder weniger erreichten die nächsten Läufer das Ziel: Skomorochow als Fünfter, Whitney als Sechster und Schubert als Siebter mit 49,2 s. Nur Frinolli fiel am Schluss mit 50,1 s deutlich zurück.
Gerhard Hennige gewann die erste Medaille für die BR Deutschland in dieser Disziplin. Die USA blieben erstmals ohne Medaille auf der langen Hürdenstrecke.

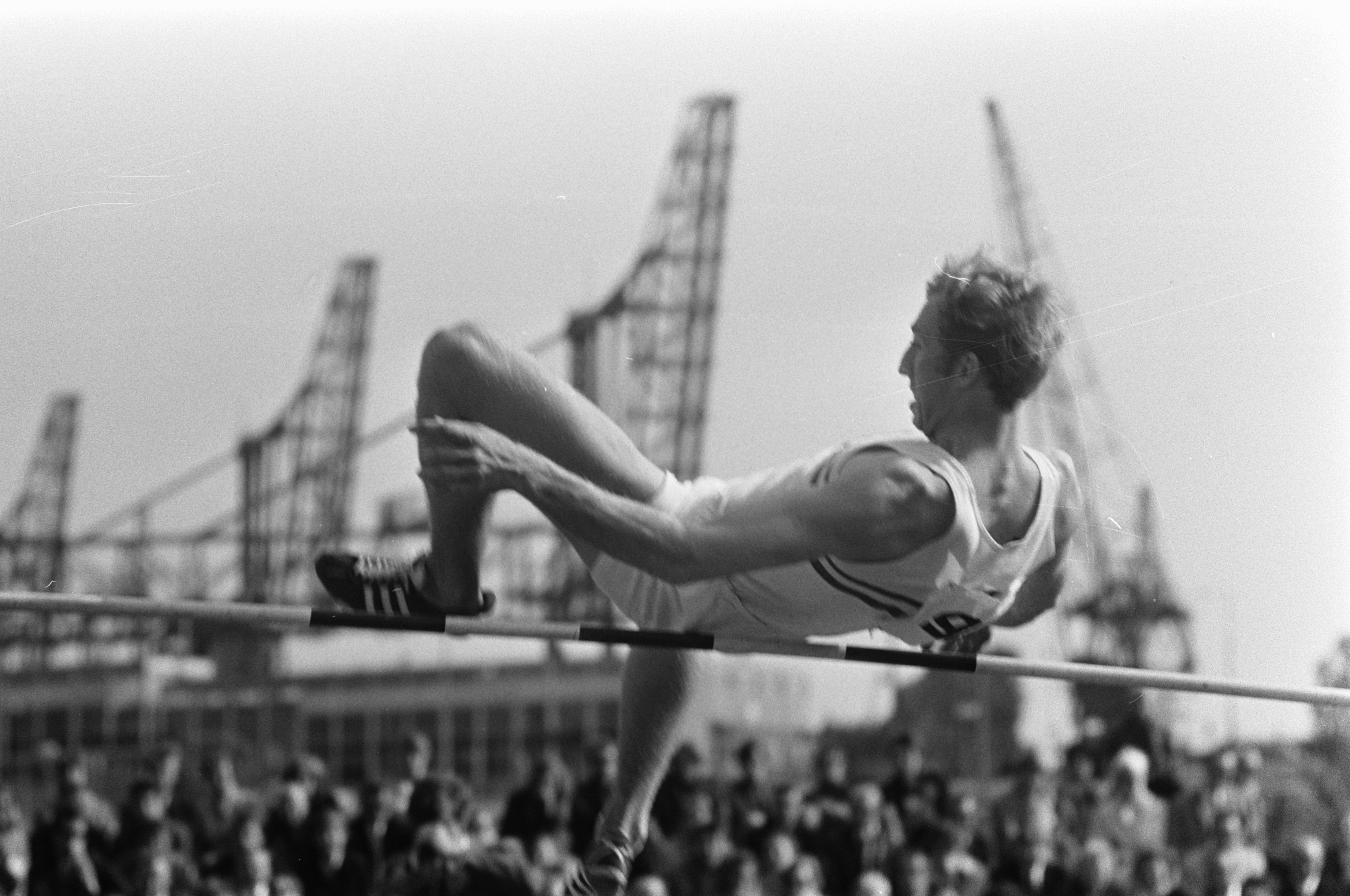
David Hemery (hier als Hochspringer) errang Gold mit neuem Weltrekord
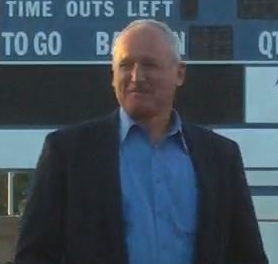
Mitfavorit Geoff Vanderstock (Foto: 2012) belegte Rang vier – zu Bronze fehlten ihm vier Hundertstelsekunden

## Videolinks
- David Hemery – 400m Hurdles World Record 1968 Mexico, youtube.com, abgerufen am 18. September 2021
- 1968 Olympics 400m Hurdles Men Final, youtube.com, abgerufen am 6. November 2017